# NGC 459
NGC 459, còn được gọi là UGC 832, MCG 3-4-17, ZWG 459.24 và PGC 4665, là một thiên hà xoắn ốc trong chòm sao Song Ngư. Nó được phát hiện vào ngày 15 tháng 10 năm 1784, bởi William Herschel. Nó được mô tả là cực kỳ mờ nhạt bởi John Dreyer trong Danh mục chung mới.